# Mosquiter d'Ijima
El mosquiter d'Ijima (Phylloscopus ijimae) és una espècie d'ocell de la família dels fil·loscòpids (Phylloscopidae). Es troba a les illes del sud del Japó, Taiwan i Filipines. Els seus hàbitats principals són els boscos tropicals i subtropicals de frondoses secs, els boscos tropicals i subtropicals de frondoses humits de les terres baixes i els matollars humids tropicals i subtropicals. El seu estat de conservació es considera vulnerable.
L'epitet específic ijimae fa referència a l'ornitòleg japonès Isao Ijima (1861-1921).